# Augustin-Magloire Blanchet
Augustin-Magloire Alexandre Blanchet (ur. 22 sierpnia 1797 w St. Pierre Riviere de Sud, zm. 25 lutego 1887 w Vancouver) – amerykański biskup rzymskokatolicki pochodzenia kanadyjskiego, biskup Nesqually, jeden z pierwszych organizatorów struktur Kościoła katolickiego w stanie Waszyngton.

## Życiorys
Urodził się w prowincji Quebec, gdzie ukończył seminarium duchowne i 3 czerwca 1821 otrzymał święcenia kapłańskie. Służył duszpastersko przez wiele lat w Quebecu (w tym w Montrealu) i Nowej Szkocji. Od 1838 był proboszczem w Les Cedres. Zastąpił tam swego brata François Norberta Blancheta, który wyjechał na misje do Oregonu. Kilka lat później losy braci zostały połączone, ks. Augustin został bowiem również skierowany na te same tereny.
28 lipca 1846 został mianowany ordynariuszem nowo utworzonej diecezji Walla Walla. Jego brat natomiast został biskupem Oregon City (wcześniej był on wikariuszem apostolskim Terytorium Oregonu, z którego utworzono wymienione diecezje). Sakrę otrzymał w Montrealu z rąk miejscowego ordynariusza, po czym udał się w daleką i męczącą podróż do miejsca swego przeznaczenia. Wraz z nim udało się tam czterech misjonarzy oblatów. Na wniosek miejscowych Indian Cayuses, bp Blanchet i jego wikariusz generalny osiedlili się ok. 25 mil od Walla Walla. W wyniku trudniej sytuacji po masakrze Whitmana z 1847, w której zginęło wielu misjonarzy protestanckich i która doprowadziła do niełatwych relacji między nim a Indianami i rządem USA, bp Blanchet postanowił wycofać się do St. Paul, miasteczka założonego przez jego brata. Kryzys po masakrze z 1847 doprowadził do opuszczenia przez kapłanów diecezji Walla Walla, która ostatecznie w 1853 została zlikwidowana.
Sytuacja w stanie Oregon sprawiła, iż w 1850 papież Pius IX zreorganizował podział administracyjny Kościoła w tym regionie. Powstała nowa diecezja Nesqually z siedzibą w Vancouver, a diecezja Oregon City podniesiona została do rangi metropolii. Pierwszym ordynariuszem Nesqually został bp Blanchet. Diecezja obejmowała całe Terytorium Waszyngtonu (od 1889 stan Waszyngton). Katedra została wybudowana w pobliżu Vancouver i uroczyście poświęcona w 1851. Podczas swej kadencji bp Blanchet pracował duszpastersko jako misjonarz wraz z podległymi mu kapłanami, zorganizował dwie rady prowincjonalne i dwukrotnie brał udział w Synodzie Plenarnym w Baltimore. W 1852 miał okazję odwiedzić Meksyk, Amerykę Płd. i Europę w celu zebrania funduszy dla swej diecezji. Powrócił w 1856 wraz z kilkoma siostrami miłosierdzia. Z powodu trudów życia misjonarskiego i zaawansowanego wieku 23 grudnia 1879 zrezygnował z rządów w diecezji i przeszedł na emeryturę, otrzymując stolicę tytularną Ibora.
Zmarł 25 lutego 1887 w Vancouver i został pochowany na katolickim cmentarzu w Shoreline.